# Червоне право
«Черво́не пра́во» — двотижневик Народного комісаріату юстиції УРСР.
Виходив у Харкові 1926–30; (два перші числа під назвою «Червоний юрист»); 1931 об'єднався з журналом «Вісник радянської юстиції» і виходив під назвою «Революційне право». Вийшло 114 чисел.